# Glamorgan

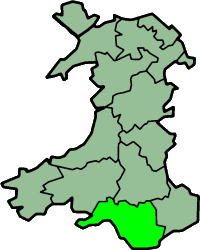
Glamorgan na tle Walii

Glamorgan (także Glamorganshire, wal. Morgannwg) – hrabstwo historyczne w południowej Walii, położone nad Kanałem Bristolskim, pomiędzy rzekami Loughor na zachodzie i Rhymney na wschodzie.
Południową część krainy zajmuje równinna nizina, podczas gdy na północy rozciąga się pasmo niskich gór poprzecinane licznymi dolinami rzecznymi. Na zachodzie znajduje się nizinny półwysep Gower. W Glamorgan znajdują się dwa największe miasta Walii – Cardiff oraz Swansea.
Na terenie hrabstwa znajdują się duże złoża węgla, których intensywna eksploatacja rozpoczęła się w połowie XVIII wieku. Rozwijający się wraz z górnictwem przemysł uczynił Glamorgan najbardziej zindustrializowanym i najgęściej zaludnionym obszarem Walii. Obie gałęzie gospodarki zaniknęły na tym obszarze pod koniec XX wieku.
Najwcześniejsze ślady osadnictwa na terenie Glamorgan, odnalezione na południowym wybrzeżu półwyspu Gower, pochodzą z paleolitu. Około 75 r. n.e. obszar ten, zamieszkiwany przez plemię Sylurów, zajęty został przez Rzymian. We wczesnym średniowieczu funkcjonowało na tym obszarze celtyckie królestwo Glywysing. Pod koniec XI wieku kraina została podbita przez Normanów. W 1536 roku ustanowione zostało hrabstwo Glamorgan, które przetrwało do 1974 roku, gdy dokonano jego podziału na hrabstwa Mid Glamorgan, South Glamorgan i West Glamorgan.
Obecnie obszar Glamorgan zajmowany jest przez osiem jednostek administracyjnych, z których cztery (Bridgend, Neath Port Talbot, Swansea i Vale of Glamorgan) w całości znajdują się w granicach historycznego hrabstwa, a cztery (Caerphilly, Cardiff, Merthyr Tydfil i Rhondda Cynon Taf) tylko częściowo.